# Guara rhaphis
Guara rhaphis är en fjärilsart som beskrevs av Frederick H. Rindge 1986. Guara rhaphis ingår i släktet Guara och familjen mätare. Inga underarter finns listade i Catalogue of Life.